# Roberto Castelli
Pour les articles homonymes, voir Castelli.
Roberto Castelli (né à Lecco le 12 juillet 1946) est un ingénieur et un homme politique italien.

## Biographie
Diplômé en ingénierie mécanique à l'école polytechnique de Milan, Roberto Castelli se spécialise en Angleterre et aux États-Unis. Ses études se concentrent particulièrement dans le domaine de l'acoustique, secteur dans lequel il développe des systèmes technologiques innovateurs pour réduire le bruit.
Professeur à l'école polytechnique de Milan avec un cours « Éléments de maîtrise du bruit dans les bâtiments », il a travaillé pendant 30 ans dans une entreprise avant tout comme directeur technique, puis en tant que profession libérale et entrepreneur. Actuellement il a suspendu son activité professionnelle pour se consacrer à ses postes politiques et institutionnels.
En 1986 il adhère à la Ligue lombarde, en 1990 il est le premier à être élu au conseil provincial de Côme et au conseil communal de Lecco.
Représentant de la Ligue du Nord, il est élu député pour la première fois en 1992 avec le système proportionnel, puis il est confirmé en 1994 au collège uninonimal de Lecco et en 1996 comme sénateur dans le collège à cheval entre les provinces de Lecco et de Bergame.
Aux dernières élections de 2001, il est élu sénateur dans le même collège, représentant la coalition de la Casa delle Libertà.
Du 11 juin 2001 au 16 mai 2006 il fut ministre de la Justice (Gouvernements Berlusconi II et III); il fut ensuite vice-ministre pour les infrastructures (gouvernement Berlusconi IV).

## Thèses
Après l'acceptation par la Suisse de l'Initiative populaire « Contre la construction de minarets », il a proposé l'insertion d'une croix chrétienne au milieu du drapeau italien afin d'envoyer un signal fort pour battre l'idéologie franc-maçonne et philo-islamique qui serait diffuse y compris parmi les alliés politiques de la Ligue du nord.